# Ascochyta heraclei
Ascochyta heraclei är en svampart som beskrevs av Lib. 1830. Ascochyta heraclei ingår i släktet Ascochyta, ordningen Pleosporales, klassen Dothideomycetes, divisionen sporsäcksvampar och riket svampar.   Inga underarter finns listade i Catalogue of Life.